# 透明短吻獅子魚
透明短吻獅子鱼，为輻鰭魚綱鮋形目杜父魚亞目狮子鱼科的其中一種。分布於東太平洋北緯13度海脊的深海熱泉，屬深海魚類，棲息在水深2630公尺的水域，體長可達12.3公分，生活習性不明。